# Machaerium penduliflorum
Machaerium penduliflorum är en ärtväxtart som beskrevs av Velva Elaine Rudd. Machaerium penduliflorum ingår i släktet Machaerium och familjen ärtväxter. Inga underarter finns listade i Catalogue of Life.